# Цао Чжи (политик)
Цао Чжи (кит. 曹志, май 1928, Аньцю, пров. Шаньдун — 1 июля 2020) — ответсекретарь (1993—1998) и зампред (1998—2003) ПК ВСНП.
Член КПК с июля 1947 года.

## Биография
По национальности хань.
В 1960-66 гг. замначальника канцелярии Хэйлунцзянского провинциального парткома.
В 1966-70 гг. замглавы Хэцзянского парткома (пров. Хэйлунцзян).
В 1970-77 гг. зампред Хэйлунцзянского провинциального ревкома.
В 1977—1978 гг. на руководящей работе в Госплане КНР.
В 1978-83 гг. начальник исследовательской канцелярии Орготдела ЦК КПК. В 1983-87 гг. замзаворготделом ЦК КПК.
В 1987-88 гг. замначальника исследовательской канцелярии при Секретариате ЦК КПК.
С 1988 г. первый заместитель, в 1993—1998 годах ответсекретарь ПК ВСНП 8-го созыва. В 1998—2003 годах зампред ПК ВСНП 9-го созыва.